# کرو، چشر
latitudeکرو، چشرlongitudeکرو، چشر
کرو، چشر (به انگلیسی: Crewe) یک سکونتگاه مسکونی در بریتانیا است که در انگلستان واقع شده‌است.

## خصوصیات
کرو ۸۳٬۶۵۰ نفر جمعیت دارد.

## خواهرخوانده
شهر ماکن خواهرخواندهٔ کرو، چشر هست.